# 화성 지질학

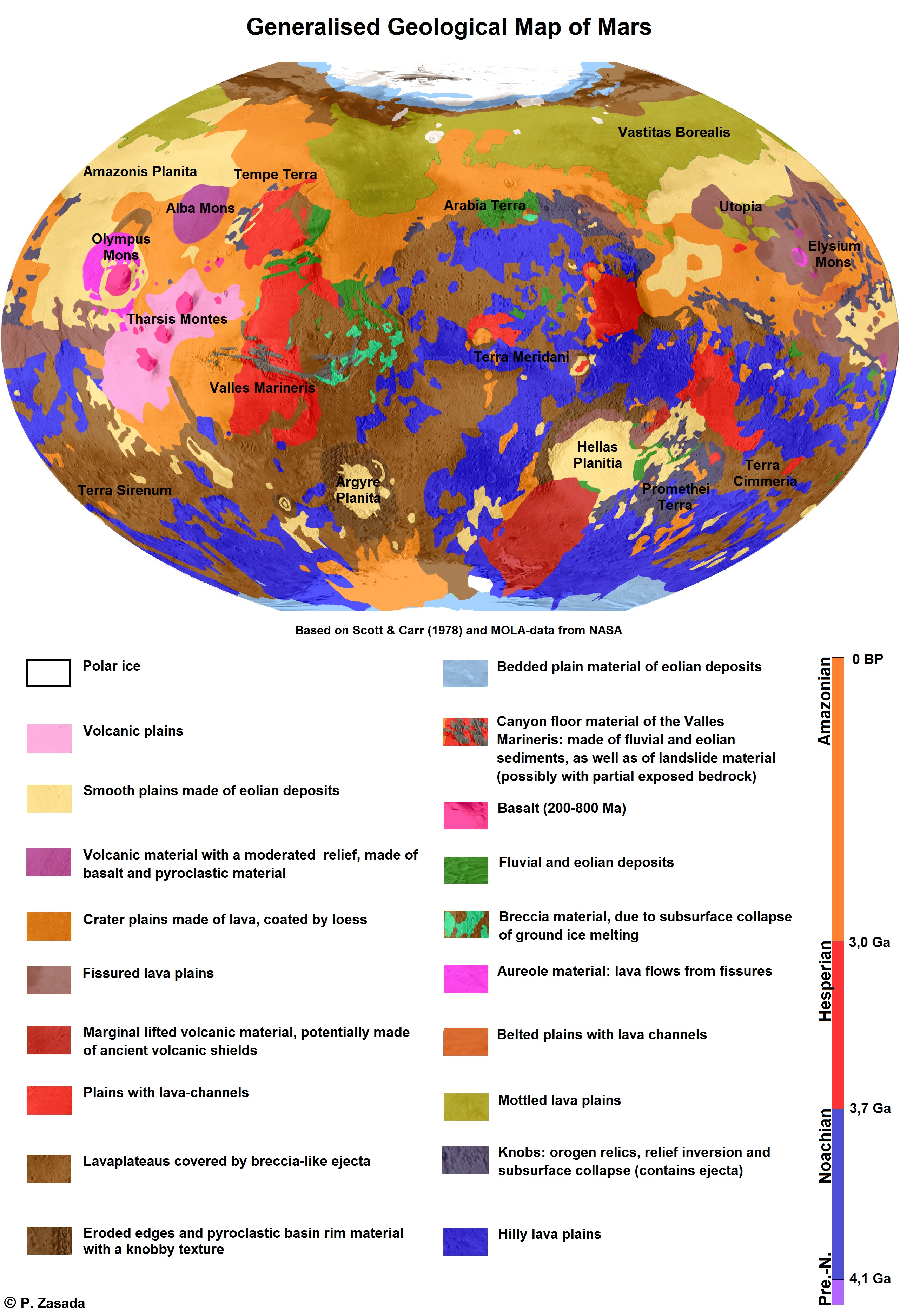
기본 화성 지질도

화성 지질학은 화성에 대한 물리적 특성, 부조, 구성, 역사와 화성에 영향을 미쳤거나 현재도 계속 미치고 있는 모든 현상에 관한 과학적 연구를 포함한다. 지구 지질학과 유사하지만, 행성학에서 지질학이라는 용어는 보다 넓은 의미로 사용되는데, 이는 행성과 위성의 암석권을 연구하며 지구물리학, 지구화학, 광물학, 측지학, 지도학 등의 영역까지 포함한다.
그리스어 아레스(화성)에서 유래한 동의어인 Areology(화성학)이라는 용어가 종종 쓰일 때도 있다.
화성 지질학은 비교적 역사가 짧은 학문으로 1965년 7월 14일 우주탐사선 매리너 4호의 화성 첫 비행을 계기로 이 자기장이 미약하고 달의 표면을 연상케 하는 분화구 표면과 희박한 대기, 그리고 대기압 약 600 파스칼에 지상 평균 온도 210켈빈 (섭씨 마이너스 63도)인 행성을 발견했다. 그러나 화성에 대한 체계적이고 심도 있는 연구는 1971년 11월 13일 매리너 9호 탐사선과 함께 시작되었다. 처음으로 지구 외의 다른 행성 궤도에 오른 탐사선인 매리너 9호는 화소당 100m에서 1km 사이의 해상도로 전체 화성 표면을 지도화하였다. 이 지도 덕분에 화성의 모든 주요 지질 구조, 거대한 화산 대산괴와 매리너 계곡 (매리너 계획과 매리너 9호에서 따온 이름)이라 불리는 계곡계를 밝혀냈다.
그 후 1970년대 말의 바이킹 계획, 1980년대 말의 포보스 계획, 1990년대의 마스 글로벌 서베이어와 마스 패스파인더 임무를 통해 이 "붉은 행성"에 대한 지식을 넓혀갔다. 궤도선인 2001 마스 오디세이, 화성 정찰위성, 마스 익스프레스, 그리고 피닉스 착륙선으로 보완된 지상 기반 화성탐사 로버 스피릿 및 오퍼튜니티는 진정한 화성 지질학 연구를 위한 길을 열었다. 2012년에는 미국 화성 과학 연구소(en:Mars_Science_Laboratory)와 러시아의 포보스-그룬트 임무가 함께 계속 진행되었는데, 이 포보스-그룬트는 태양풍과 화성의 대기의 상호 작용을 연구하기 위해 중국의 작은 위성 잉훠 1호를 싣고 있었다. 이 밖에도, 과거 또는 현재 외생물의 흔적을 찾기 위해 지상을 분석한 유럽의 이동 로봇 엑소마스 (오로라 계획, en:Aurora_programme)임무가 있으며, 미국 항공 우주국(나사)와 유럽 우주국이 연합해 수백 그램의 화성 토양 샘플을 지구로 가져온 화성샘플 회수 임무(en:Mars_sample-return_mission)가 있다.
행성에 관한 체계적인 연구는 행성에 대한 우리의 관점을 근본적으로 바꾸어 놓았다. 오늘날 화성은 한때 지구 자기장으로 둘러싸인 지질학적으로 매우 활동적이고 풍부한 행성으로 인식되며, 그 당시 두꺼운 대기와 다량의 (다소) 산성인 액체 물을 가졌던 것으로 간주된다. 또한, 화성의 핵은 완전히는 아닐지라도 본질적으로 여전히 액체이고, 일부 화산이 일시적인 활동을 할 수 있다는 가능성은 배제되고 있지는 않다.

## 물리적 환경

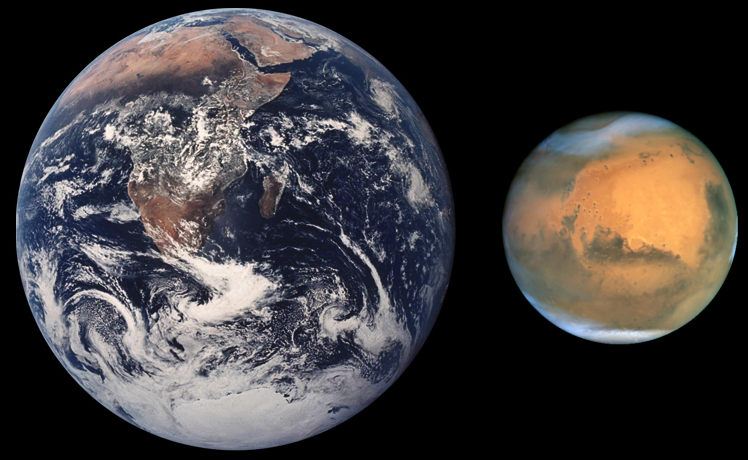
지구와 화성의 규모 차이.

태양에서 시작하는 태양계의 네 번째 행성인 화성은 지구형 행성이다. 크기는 지구의 반만하고 거의 10배는 덜한 질량을 가지고 있으며 지면은 우리 행성보다 약간 작다 (144.8 대 148.9 백만 평방 킬로미터). 여기서 중력은 지구의 3분의 1인 반면, 솔(sol)이라고 하는 화성의 태양일의 길이는 지구의 낮의 길이보다 40분 적다. 화성은 지구보다 태양에서 1.5배 더 멀리 떨어져 있고, 위치에 따라 우리 행성보다 2~3배 적은 태양 에너지를 받는다. 또한 우리보다 150배 이상 밀도가 낮은 화성의 대기 때문에 매우 제한된 온실 효과가 발생되는데, 이렇게 약한 태양 방사 조도로 인해 화성의 평균 온도가 −60 도 미만이다.
아래 표에서 화성과 지구 사이의 일부 물리적 매개변수 값을 비교할 수 있다. :
| 속성                | 화성에서의 값                         | 지구에서의 값        | % 화성/ 지구 |
| ------------------- | ------------------------------------- | -------------------- | ------------ |
| 반경                | 3 396.2 ± 0.1 km                      | 6 378.1 km           | 53.3 %       |
| 극반경              | 3 376.2 ± 0.1 km                      | 6 356.8 km           | 53.1 %       |
| 지면                | 144 798 500 km2                       | 510 072 000 km2      | 28.4 %       |
| 부피                | 1.631 8×1011 km3                      | 1.083 207 3×1012 km3 | 15.1 %       |
| 질량                | 6.418 5×1023 kg                       | 5.973 6×1024 kg      | 10.7 %       |
| 평균 밀도           | 3 933.5 ± 0.4 kg/m3                   | 5 515 kg/m3          | 71.3 %       |
| 적도에서의 표면중력 | 3.711 m/s2                            | 9.780 327 m/s2       | 37.9 %       |
| 탈출속도            | 5 027 m/s                             | 11 186 m/s           | 44.9 %       |
| 자전주기            | 1.025 956 75 d ≈ 88 642,663 s         | 86 164.098 903 691 s | 102.9 %      |
| 태양시              | 1 sol ≈ 1.027 491 25 d ≈ 88 775.244 s | 1 d = 86 400 s       | 102.75 %     |
| 자전축 기울기       | 25.19°                                | 23.439 281°          | -            |
| 본드 반사도         | 0.25                                  | 0.29                 | -            |
| 기하학적 반사도     | 0.15                                  | 0.367                | -            |
| 궤도 장반경         | 227 939 100 km                        | 149 597 887.5 km     | 152.4 %      |
| 궤도이심률          | 0.093 315                             | 0.016 710 219        | 558.4 %      |
| 공전주기            | 668.599 1 sols ≈ 686.971 d            | 365.256 366 d        | 188.1 %      |
| 원일점              | 249 209 300 km                        | 152 097 701 km       | 163.8 %      |
| 근일점              | 206 669 000 km                        | 147 098 074 km       | 140.5 %      |
| 태양 방사조도       | 492 à 715 W/m2                        | 1 321 à 1 413 W/m2   | -            |
| 지상 평균 온도      | −63°C ≈ 210 K                         | 14°C ≈ 287 K         | -            |
| 최고기온            | 20°C ≈ 293 K                          | 58°C ≈ 331 K         | -            |
| 최저기온            | −133°C ≈ 140 K                        | −89°C ≈ 184 K        | -            |

2012년 8월 5일 화성에 착륙한 NASA 큐리오시티 탐사선은 게일 분화구 온도가 상온인 것을 (정확한 온도 값: 276K, 약 3도) 밝혀냈다. 화성은 지구보다 약 10배 덜 무겁지만 달보다는 10배 더 무거운데, 화성의 표면은 이 두 행성과 비슷한 모습을 보인다. 달의 분화구를 연상시키는 충돌 분화구로 가득 찬 지형이 있는 반면, 지각의 변동 및 기후 때문에 형성된 화산, 균열, 계곡, 암석, 사구 및 암석을 포함하여 지구와 같은 모습도 있다. 풍부한 구름이 순환하는 얇은 화성의 대기에는 때때로 행성 전체를 뒤덮을만한 먼지 폭풍이 자주 있는 특별한 기상을 가지고 있다. 지구보다 5배 더 뚜렷한 궤도 이심률은 매우 중요한 계절적 비대칭의 원인으로 북반구에서 가장 긴 계절인 봄(198.6일)은 가장 짧은 계절(가을, 146.6일)보다 35.5% 초과하는데, 이는 지구와 비교하자면 가장 긴 계절인 여름은 겨울 기간보다 5% 더 길뿐이다. 이러한 특징은 여름에 남부 극지방 만년설이 북극 극지방 만년설보다 훨씬 더 많이 축소되는 이유를 설명하기도 한다.

## 연대기
화성 지질학은 북반구의 희박안 분화 저지대와 남반구의 고도로 분화된 고지대의 화성 이분법으로 특징지어진다. 한 지역의 나이가 분화율(분화구 계산, en:Crater_counting)의 증가함수라는 경험적 원리에 따라, 세 가지 주요 화성 지형은 일찍이 화성 지질 역사의 세 가지 특징적인 시기에 연결되었으며, 각 시기는 그때의 전형적인 지역의 이름에 따라 명명되었다. :
- 노아키아 시대 (노아키스 테라(en:Noachis_Terra)에서 따옴)는 남반구의 가장 오래된 지형에 해당하며 이는 46억년 전 화성 형성 이후, 하르트만 & 뉴쿰 척도(Échelle de Hartmann & NeukumEchelle)에 의거하여, 37억년 전까지를 (하지만 하르트만 표준에 의하면 35억년[8]) 의미한다. 당시의 화성은 두꺼운 대기를 가졌을 가능성이 있는데, 이 덕에 압력과 온실효과로 많은 양의 액체 물로 인한 수권이 형성되었을 것으로 본다. 이 시대의 마지막 무렵은 41억~38억년 전으로 후기 대폭격의 소행성 영향과 특히 타르시스 부근의 강렬한 화산 활동이 있었을 것으로 보고 있다.

- 헤스페리아 시대(헤스페리아 평원(en:Hesperia_Planum) 이름에서 따옴)는 하르트만 & 뉴쿰 척도에서 정의한 37억~32억년 전의 지형과 (그러나 하르트만 표준에서는 35억년~18억년 사이) 상응하는데 이곳에서 화산 활동이 잦은 이유로 용암류와 황산 퇴적물이 발견된다. 자기장은 노아키아 시대 말년에 사라진 것으로 보이는데 이는 태양풍이 화성의 대기를 부식시키는 현상을 가져왔다. 또한 온도와 압력이 크게 떨어지기 시작했을 것이고, 그 결과 액체 상태의 물은 이 행성 표면에 영구적으로 존재하지 않게 되었을 것이다.
- 아마조니안 시대(아마조니스 평원(en:Amazonis_Planitia) 따라 붙여진 이름)는 하르트만 & 뉴쿰 척도에서 32억년전 이후의 지형을 일컫는다 (하르트만 표준에서는 18억년 이후). 이곳은 확실히 분화구가 적으며 주로 북반구에 (행성 기준치보다 낮은 고도) 위치하고 있다. 이 시대 동안에 강도는 잃었지만 화산 활동은 계속되었을 것으로 본다. 큰 활동은 네 번으로 마지막 발생은 1억 년 전에 일어났고, 일부 다른 화산 지형은 고작 몇백만년 전에 활동했던 것으로 추정된다. 태양풍에 의한 대기의 침식은 압력이 611.73 파스칼인 물의 삼중점 부근에서 안정될 때까지 수십억 년 동안 지속되었을 것이다. 아마조니안 지형의 지질 구조는 화성 환경의 극단적인 건조에 큰 영향을 받은 모습으로 수권이 완전히 결여되어 있다. 그럼에도 불구하고 이런 환경은 지표면의 특정한 부근에서 불연속적이고 일시적으로 나타나는 액체 상태의 물을 완전히 없애진 못했다.

오늘날 이 세 시대의 연대기는 여전히 매우 불확실한 면이 있음에도 불구하고 행성 주변에서 활동하는 다양한 탐사선에 의해 표면에서 관찰된 현상을 이해하는 데에 많이 이용되고 있다. 이 세 지질학적 시대 (또는 누대)를 나누는 두 개의 모델 하르트만 & 뉴쿰 척도와 하르트만 표준을 비교하면 아래와 같다:

2004년부터 광물학에 기반한 척도 또한 사용되고 있다. (*LHB = Late Heavy Bombardment, 후기 대폭격)

## 주요 지질 형성
1970년대 초 매리너 9호가 찍은 이 행성의 첫 사진에서부터 주요 화성 지질학적 특징들이 확인되었다: 두 개의 서로 매우 다른 반구들, 북쪽의 넓고 매끄러운 평야 지형과 분화구로 가득찬 고원, 여섯개의 큰 충돌구, 두 개의 거대한 화산 , 태양계에서 유일한 크기인 협곡계 흐르는 물 때문에 형성된 모양들 등이 확인되었다.

### 분화구 및 충격 분지

화성 화산의 종류
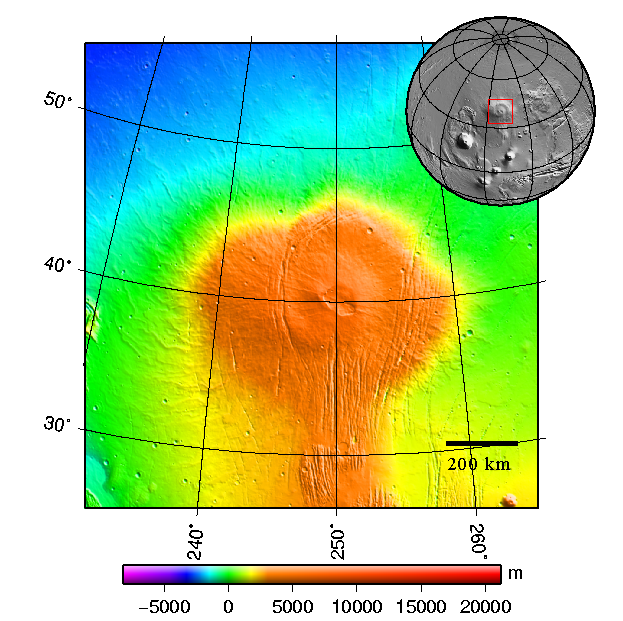
알바 산 (en:Alba_Mons)은 타르시스에서 북서쪽에 위치하고 있으며 순상 화산과 비슷한 유형이다. 길이1,600 km에 고도는 6.6 km.
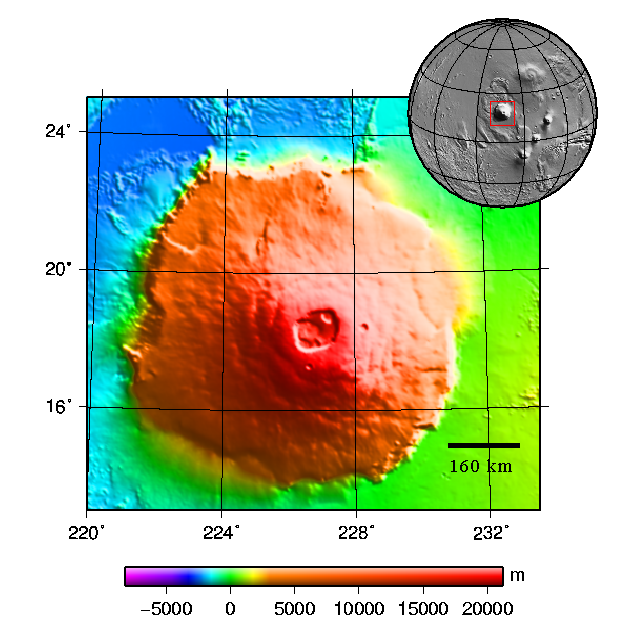
올림푸스 산은 타르시스에서 서쪽에 위치 하고 있다. 순상 화산으로 지름 624 km와 길이 85km에 고도가 21.2km인 칼데라, 그리고 주변 평야가 약 22.5km된다.
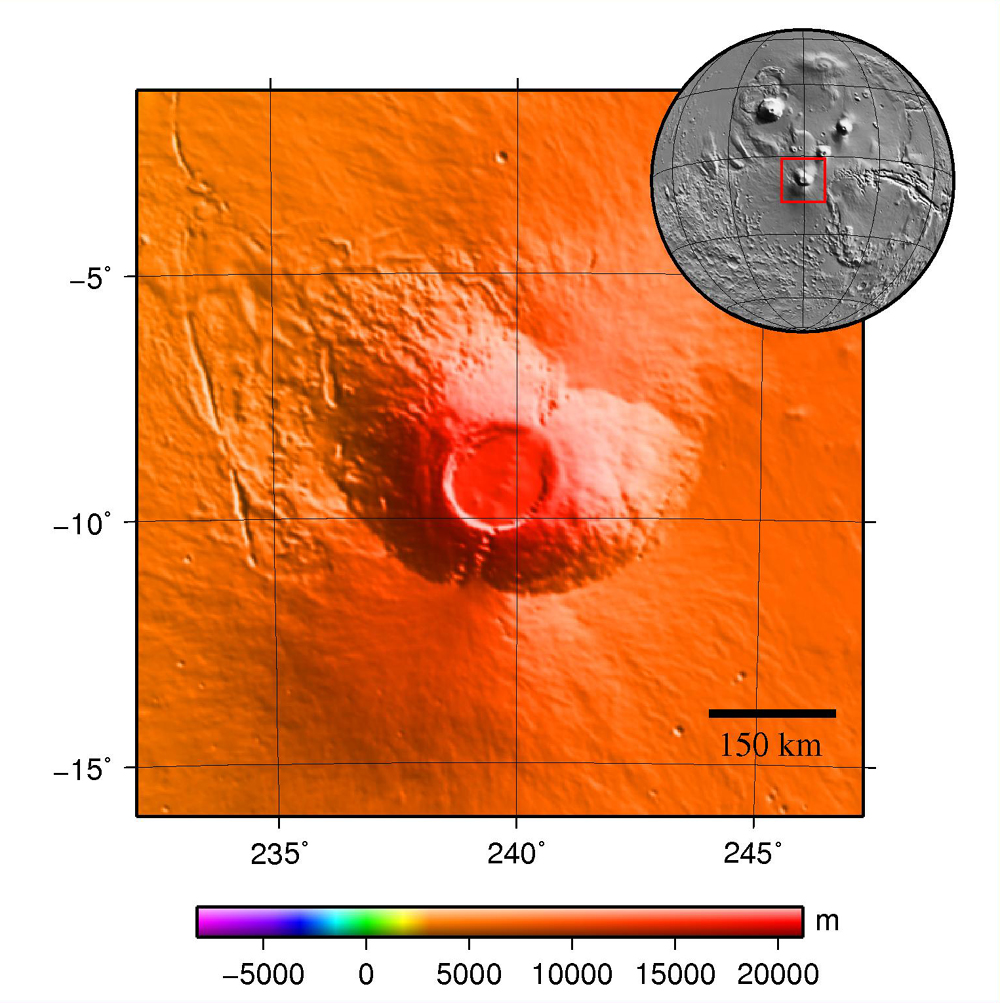
아르시아 산 (en:Arsia_Mons)은 지름 435km에 높이는 9km인 순상 화산이다. 지름 110km에 고도 16km인 거대한 칼데아가 함께 있는데 이는 타르시스 산의 세 화산 중 가장 남쪽에 위치 한다.
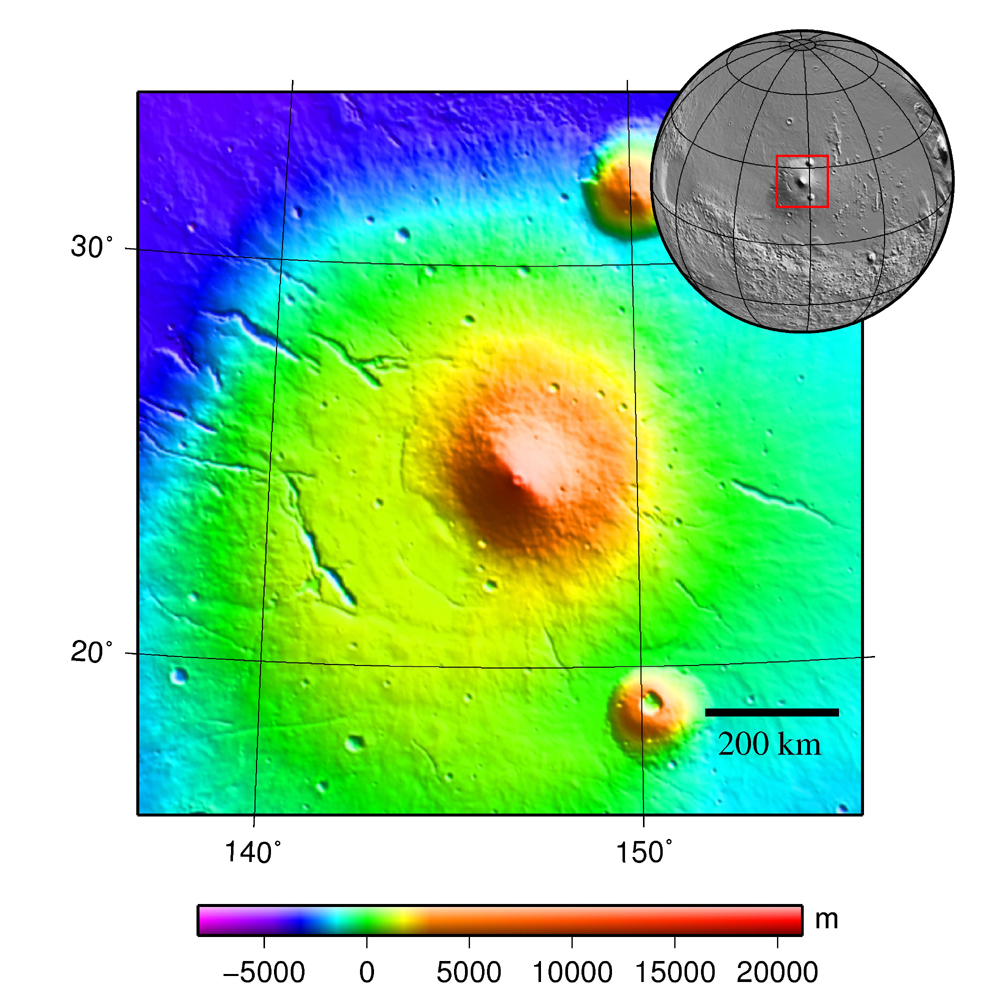
엘리시움 산 (en:Elysium_Mons)은 엘리시움 평야의 주요 화산으로 높이 13km에 지름은 240km이며 주변에 작은 원형 분화구들이 반경 14km 안에서 발견된다.
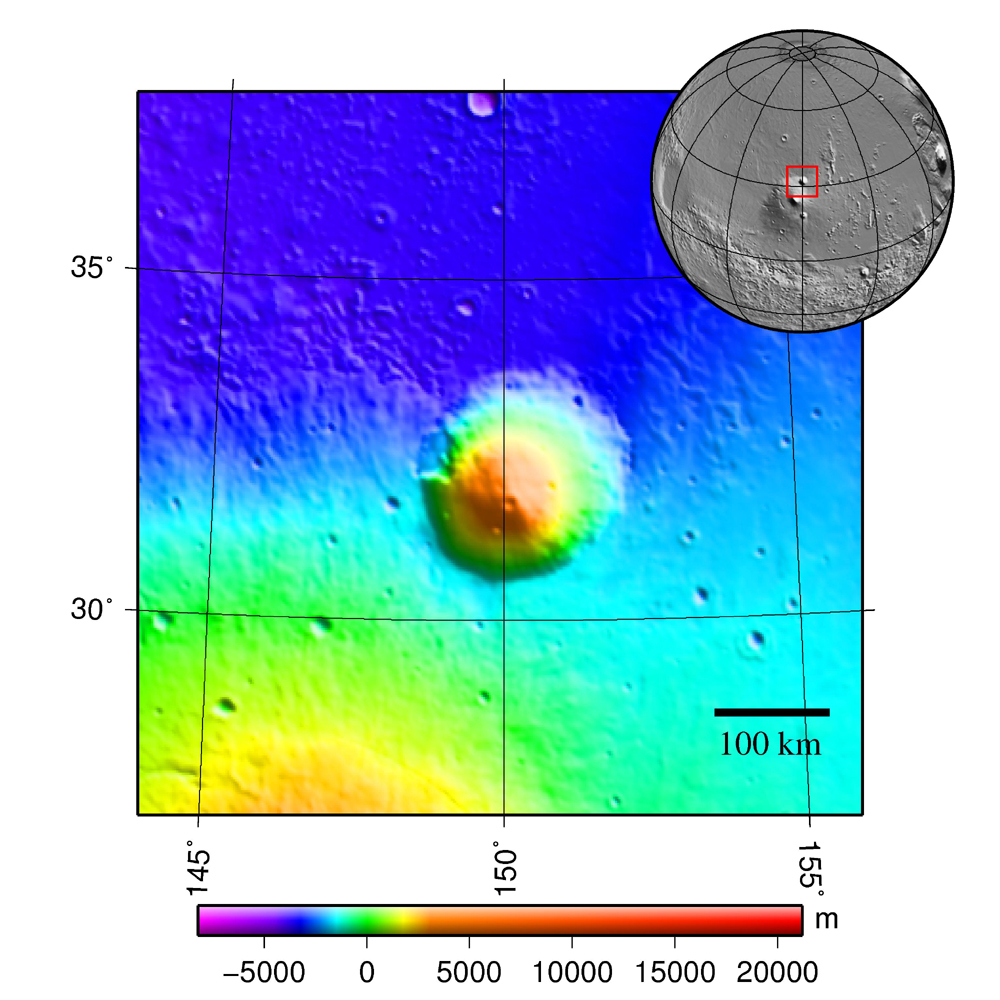
헤카테스 톨루스 (en:Hecates_Tholus)는 엘리시움 평원에서 북동쪽에 있으며 돔의 지름은 183km이고 고도가 5.3km가 넘지 않고 지름이 10km되는 분화구가 있다.
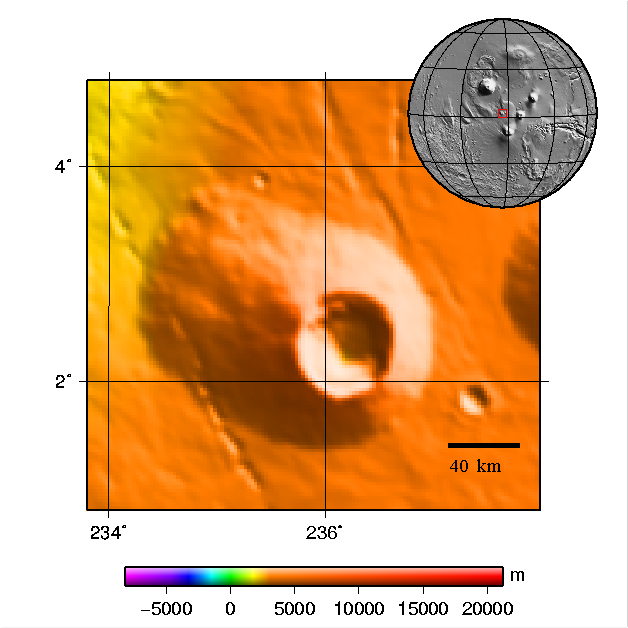
비블리스 톨루스 (en:Biblis_Tholus)는 타르시스에서 중-서쪽에 위치하며 돌출부 중 가장 오래된 것으로 전해지며 170km 길이에 폭은 100km, 높이는 3km의 비대칭 형태를 보인다. 마그마굄 때문에 발생한 듯한 지름 53km에 깊이 4.5km가 되는 칼데라가 함께 있다.
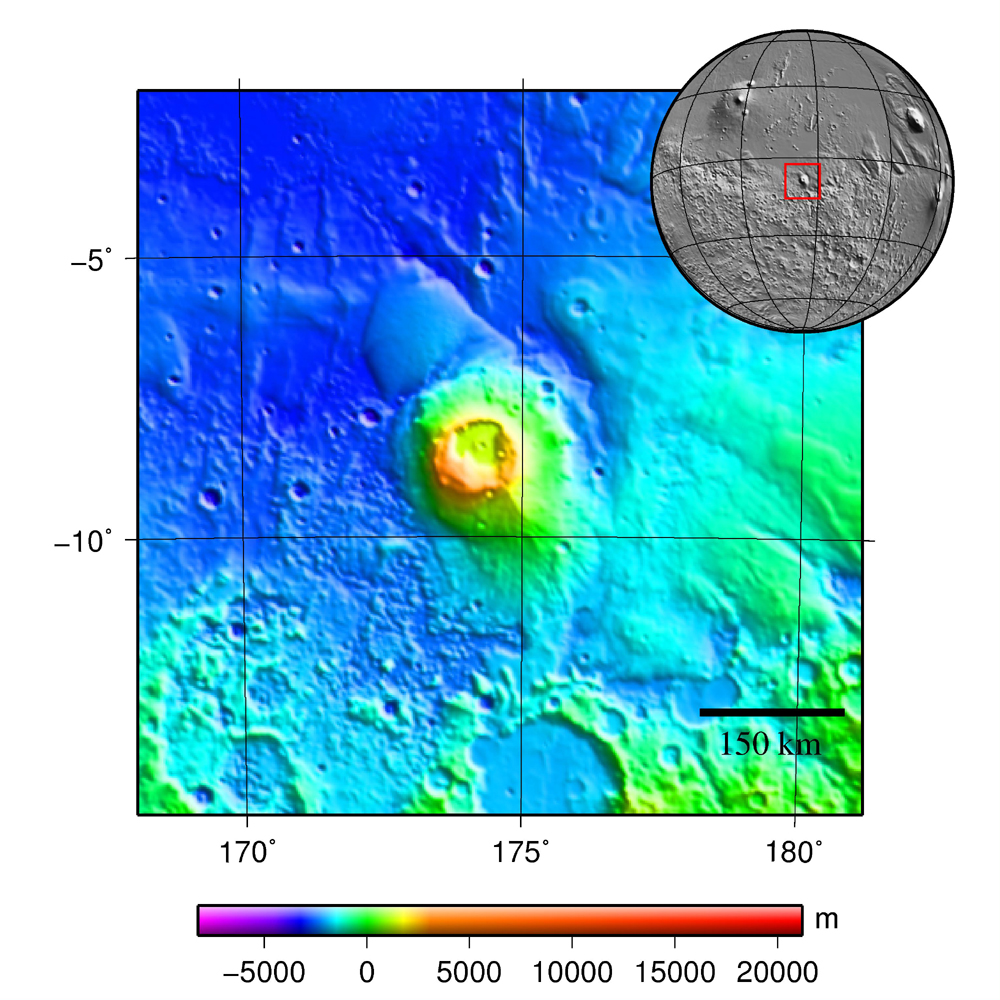
아폴리나리스 산 (en:Apollinaris_Mons)은 엘리시움 평원에서 남동쪽으로 위치한 성층 화산으로 지름은 296km 된다. 화쇄암 불출로 인해 생겨난 듯한 80km 지름에 5km 높이인 거대한 칼데라가 있는 것이 특징이다.
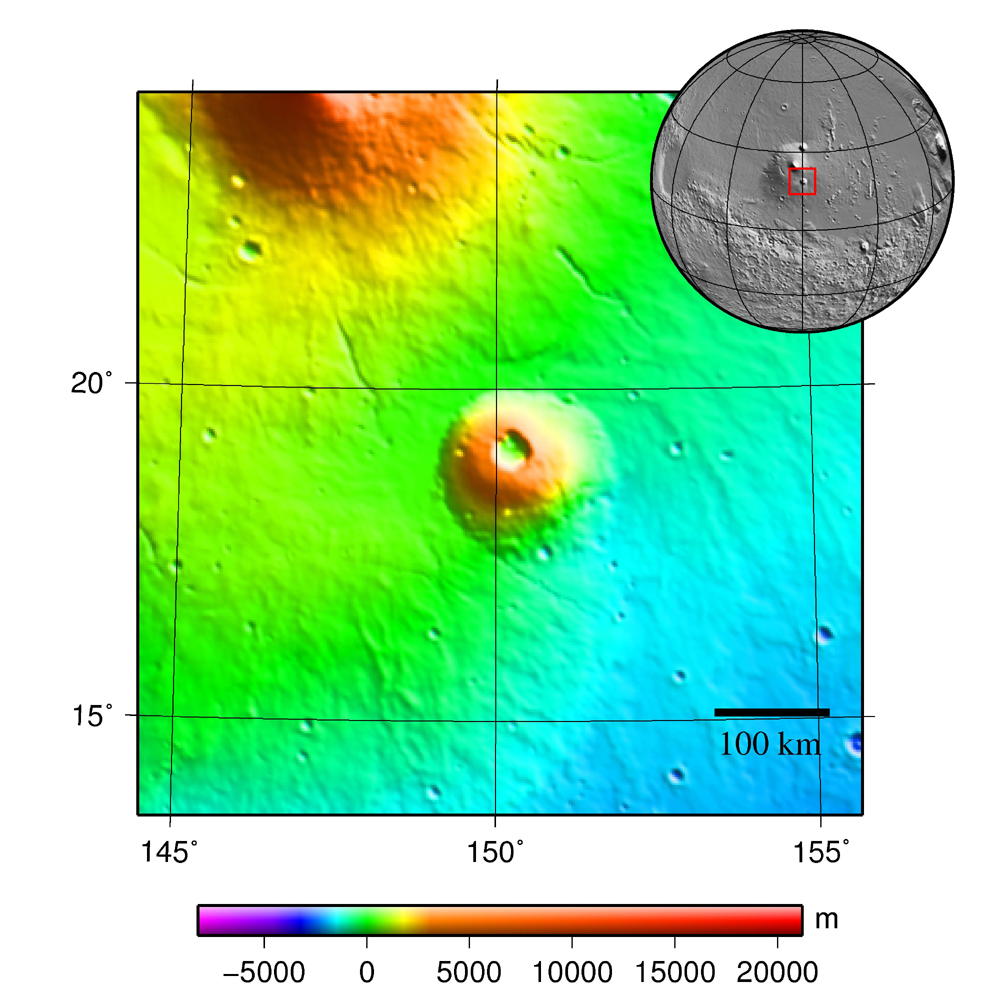
알보르 톨루스(en:Albor_Tholus)는 엘리시움 평야에서 남쪽에 위치하며, 160km 지름에 4.5km 높이인 '비교적 작은' 성층 화산이다. 30km 길이에 폭이 3km 되는 칼데라를 가지고 있다.

## 같이 보기
- 화성의 생명체
- 화성의 방형